# Can Poal (Vallromanes)
Can Poal és una obra del municipi de Vallromanes (Vallès Oriental) inclosa en l'Inventari del Patrimoni Arquitectònic de Catalunya.

## Descripció
Es tracta d'un edifici civil. És una masia situada a la dreta de l'església parroquial, que segueix l'estructura típica de la casa rural catalana. Actualment, no és simètrica però possiblement hi havia estat abans que se li afegís un cos a la dreta. Val la pena dir però, que no desvirtua massa la forma original. El carener és perpendicular a la façana, i la teulada és a doble vessant. Tota la façana és arrebossada, deixant al descobert les dovelles de la portalada d'arc de mig punt i les pedres que formen la llinda i els brancals de la finestra central. Les altres dues finestres foren obertes posteriorment i són sostingudes per una llinda de fusta. La masia és rectangular i conserva la mateixa estructura per la part posterior. Quatre contraforts situats als angles sostenen els murs.